# スパニッシュ・ソリューション
スパニッシュ・ソリューションは鉄道駅のプラットホームの配置に関する用語である。この配置では各線路の両側にプラットホームが配置される。この配置により乗車用と降車用に別々のプラットホームを使うことができる。
スパニッシュ・ソリューションは マドリード地下鉄・バルセロナ地下鉄のいくつかの駅で使われている。

## 説明
この配置では、一方のプラットホームを乗車専用に使用し、もう一方のプラットホームを降車専用に使用して、乗客の流れを分離することができる。乗車用と降車用のプラットホームを分けることが、乗客数の多い駅での乗客の滞在時間を短縮することに効果があることが証明されている。
スパニッシュ・ソリューションは、運転頻度が高い地下鉄の駅で最も一般的に使われる。既存のプラットホームを拡張するスペースがない場合、駅の容量を拡大するために、この配置に駅が改装されることがある。この問題は島式のプラットホームで発生する可能性がある。
乗客を正しいプラットホームに誘導するために、列車の到着時には、まず車両の降車側の扉を開き、少し遅れて乗車側の扉を開くことが一般的である。

## スパニッシュ・ソリューションの例
例えばミュンヘンSバーンのカールスプラッツ駅では、乗車用の島式プラットホームと降車用の相対式プラットホームが配置されている。
日本では、終端駅（頭端式ホーム）の事例として阪急電鉄大阪梅田駅、南海電気鉄道難波駅、近畿日本鉄道大阪上本町駅、中間駅においては名鉄名古屋駅が挙げられる。

## ギャラリー

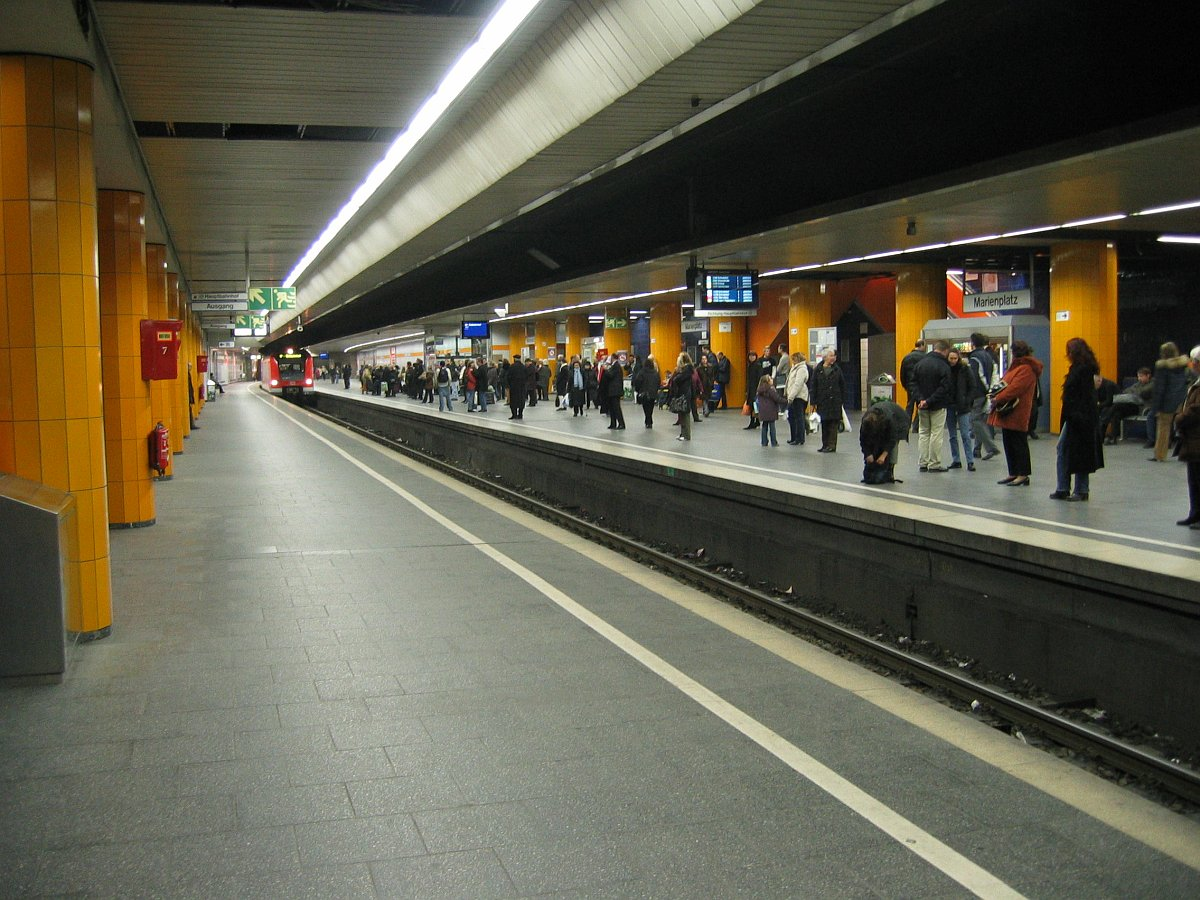
ミュンヘン S バーン マリエン広場駅の東行き線路
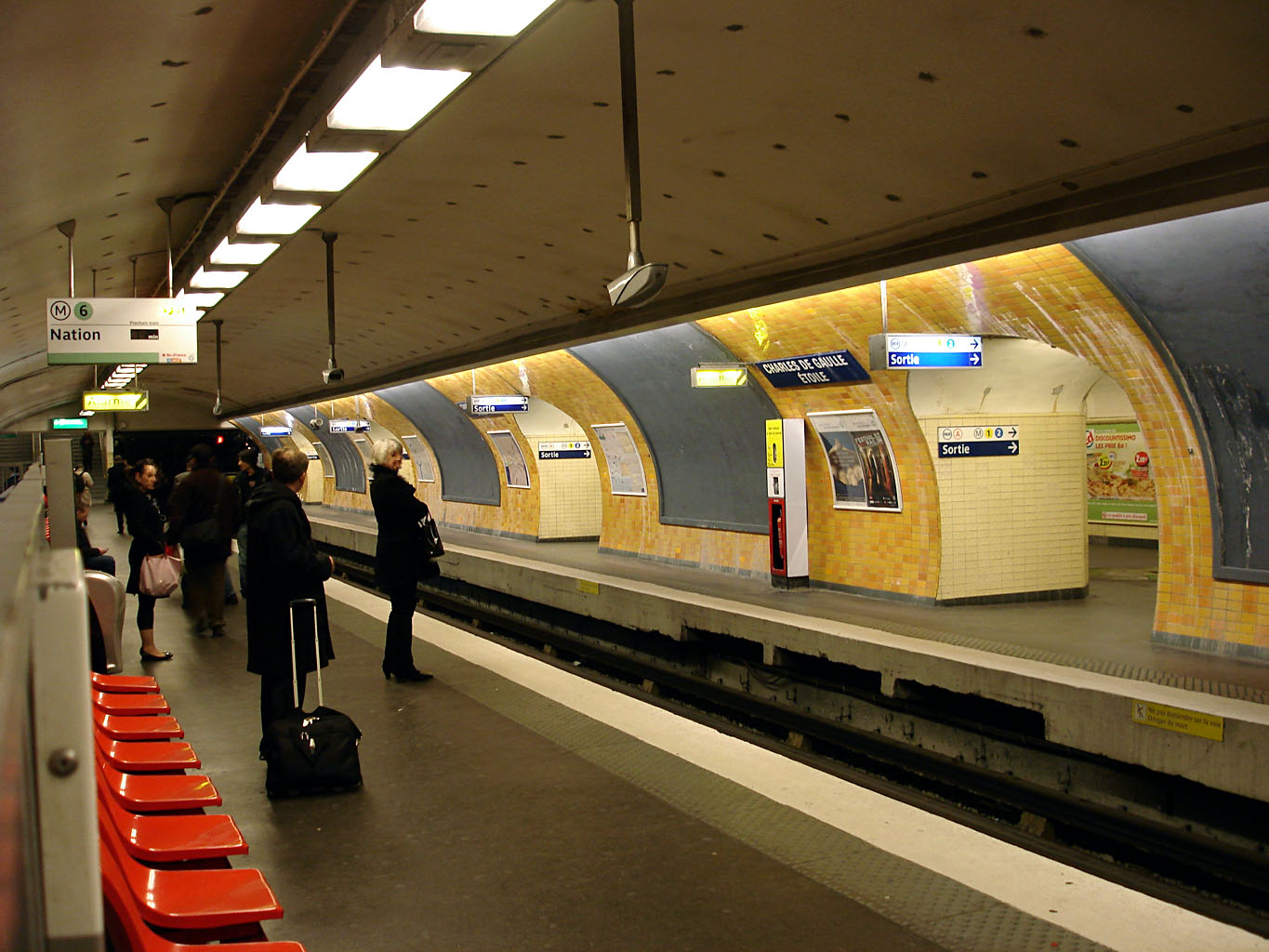
パリ地下鉄6号線シャルル・ド・ゴール・エトワール駅
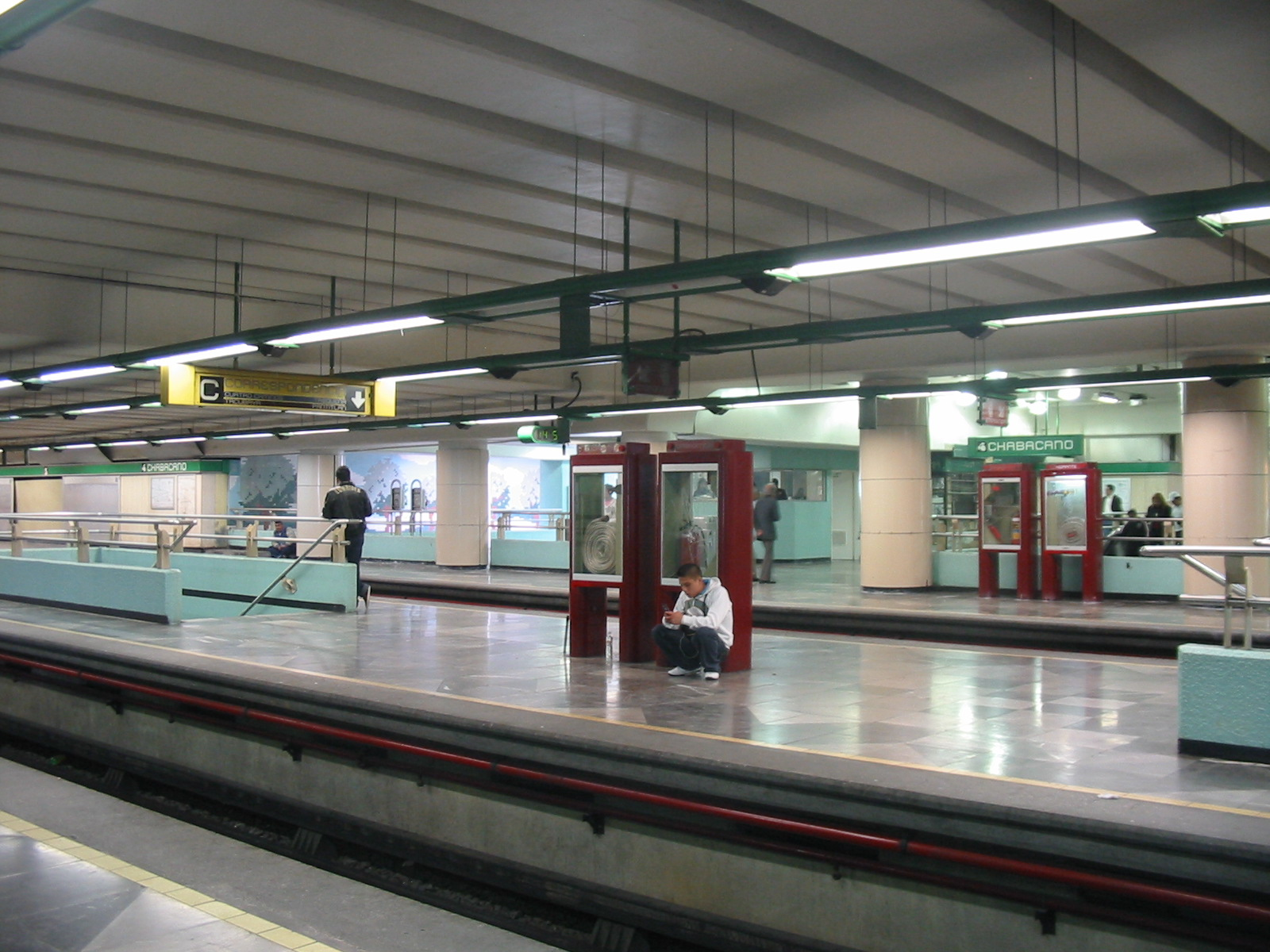
メキシコシティ地下鉄8号線チャバカノ駅
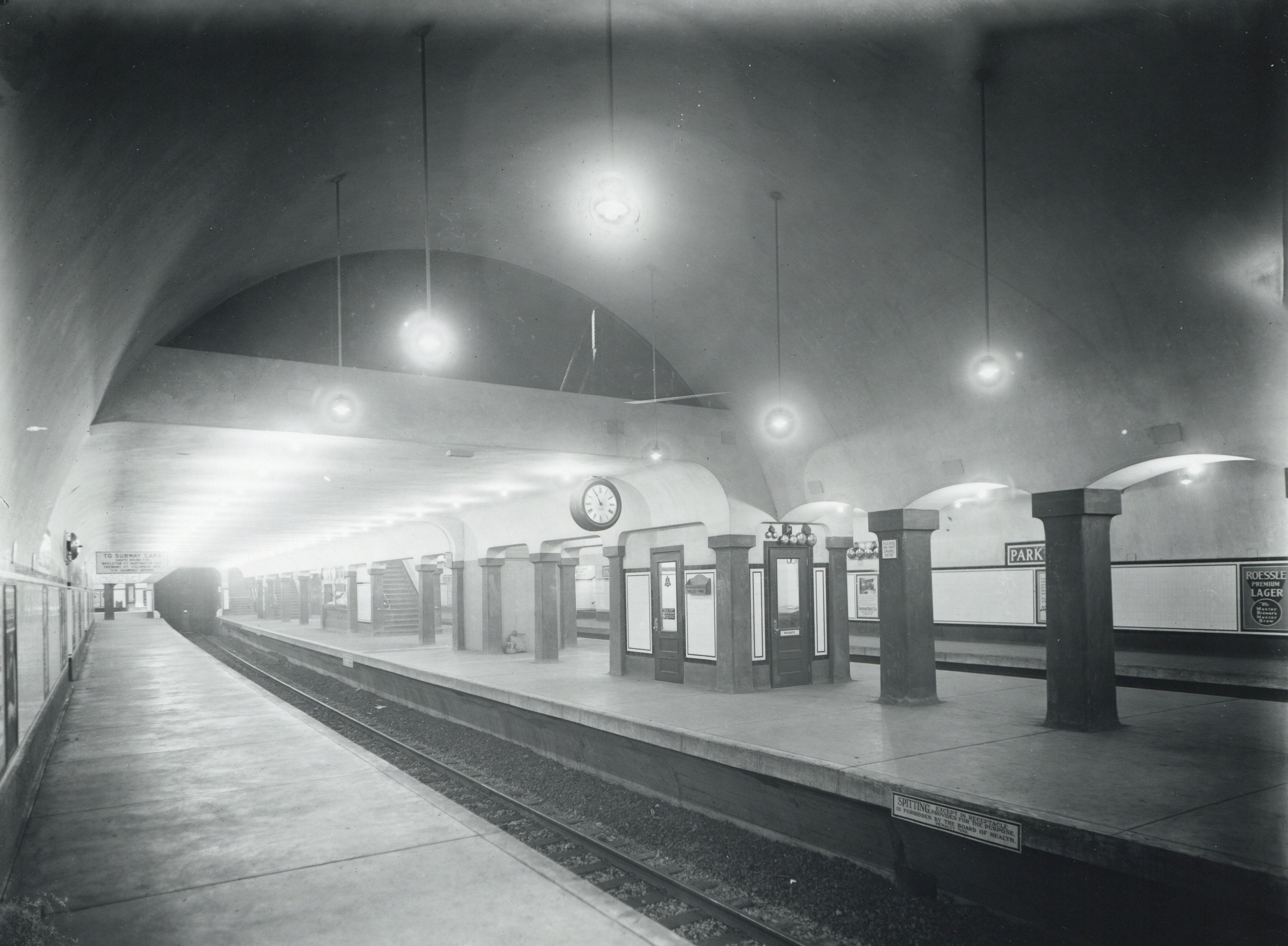
ボストンのパーク・ストリート駅。1912 年に建設されたプラットホーム配置が現在も使われている。
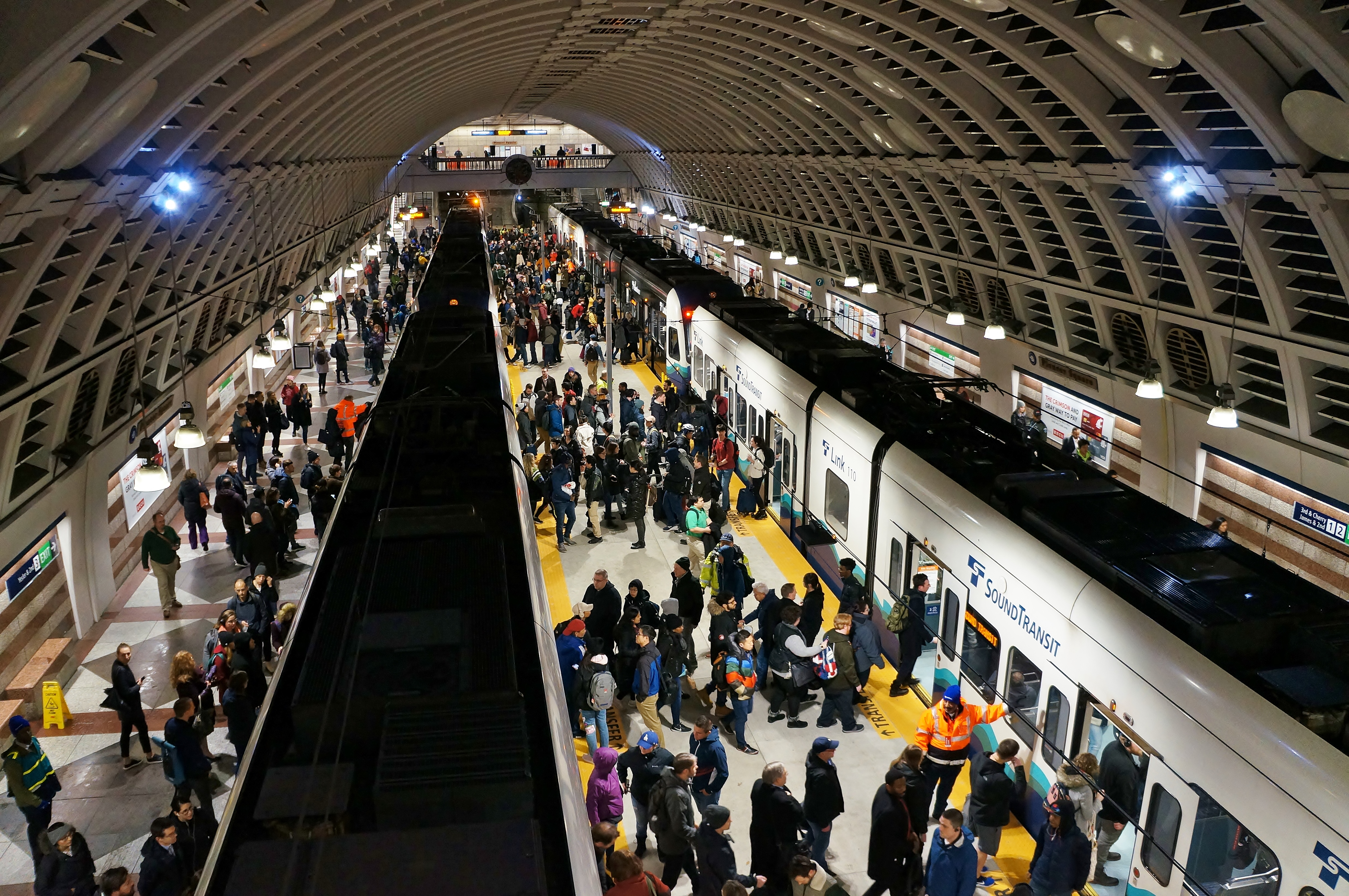
シアトルのパイオニアスクエア駅の臨時中央プラットホーム。列車間の乗り換えに使用される。
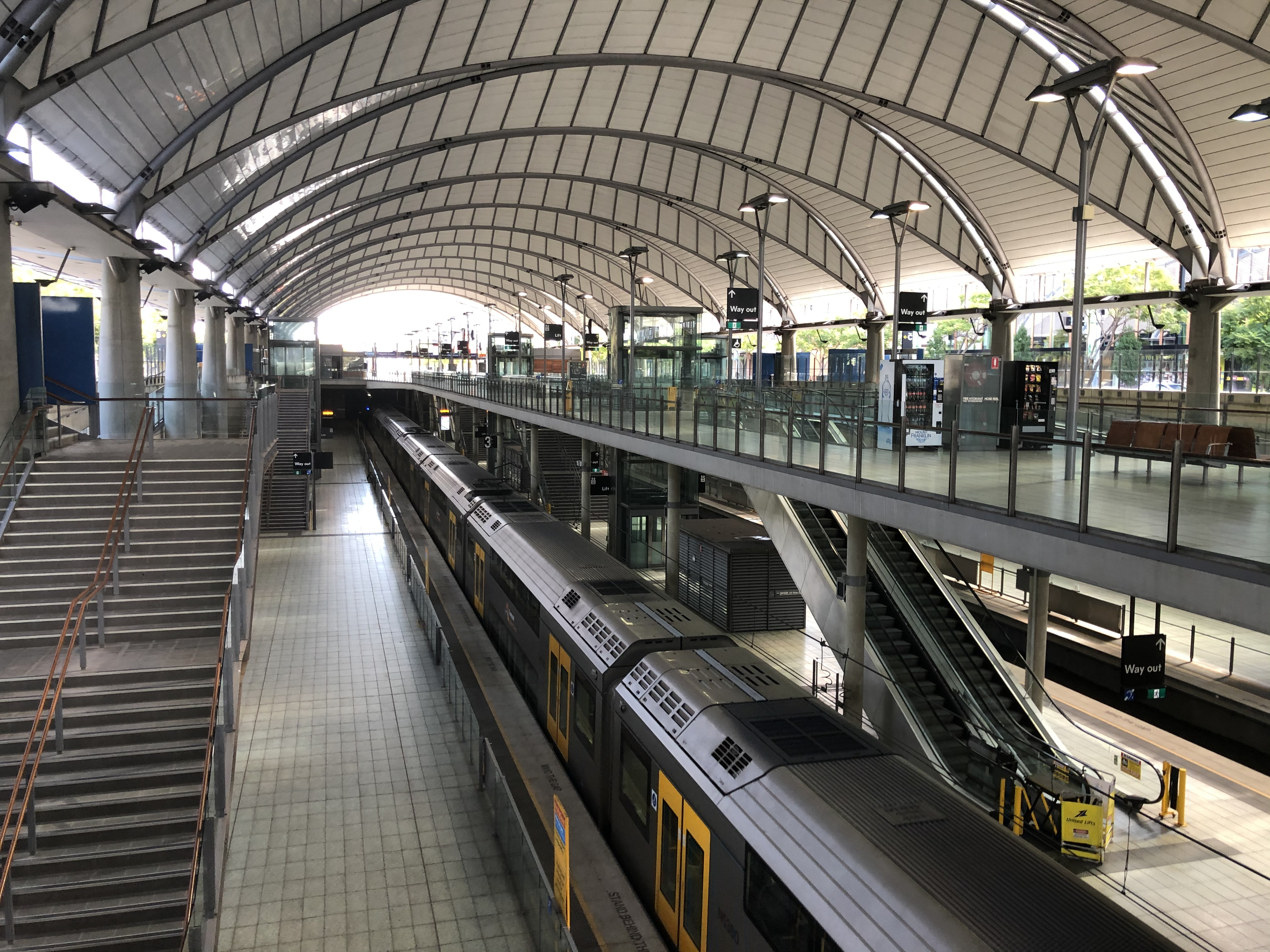
シドニーのオリンピックパーク駅。すべての乗客は中央の島式プラットホームで降車し、非常に幅が広い外側のプラットホームから乗車する。
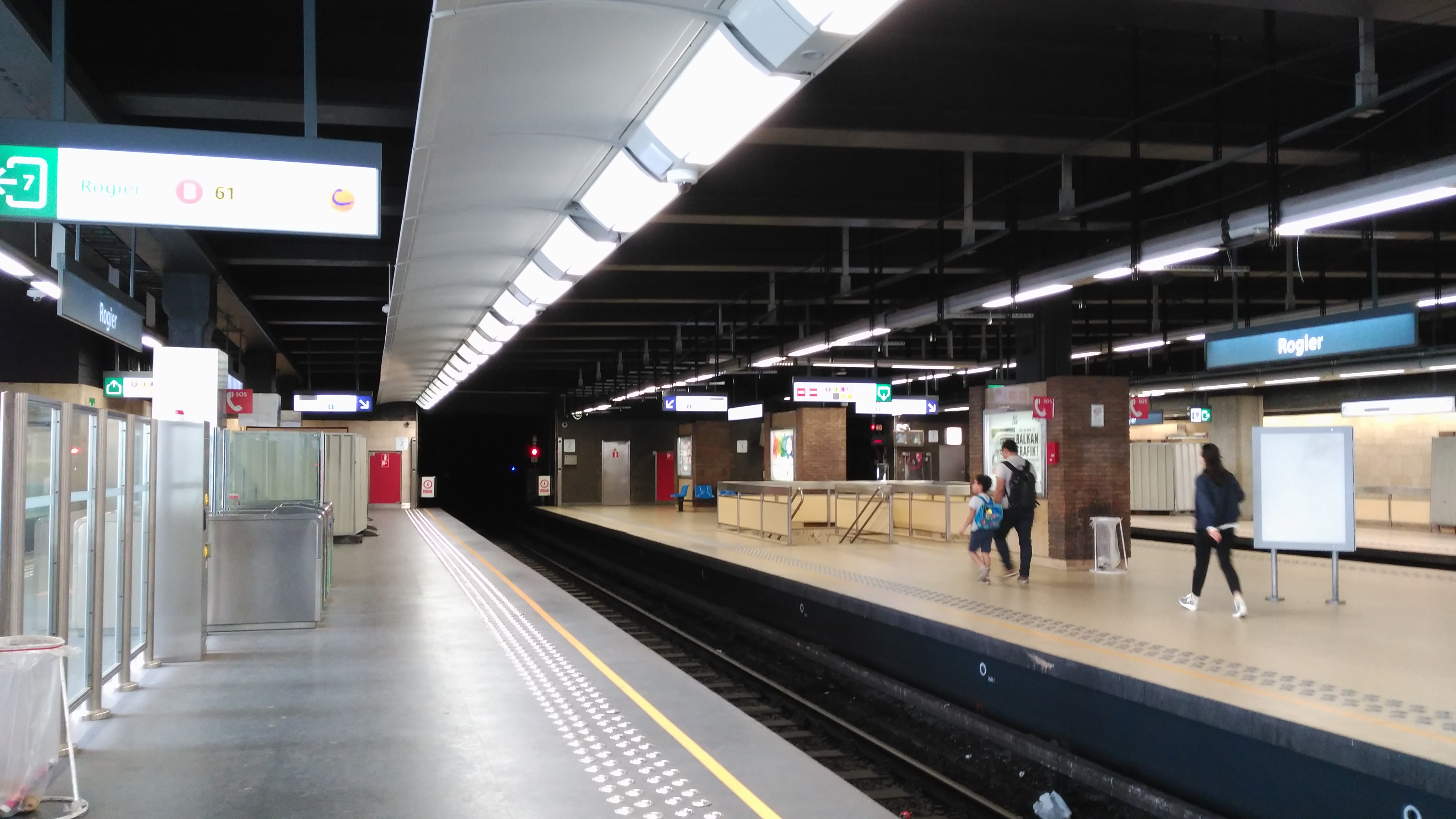
ブリュッセル地下鉄2号線・6 号線のロジェ駅のプラットホーム。
スパニッシュ・ソリューションの仕組みを示した図。乗客は左側のプラットホームから乗車し、中央の島式プラットホームで降車する。